# Svetolik Ranković
Svetolik Ranković (Velika Moštanica, 7 dicembre 1863 – Belgrado, 18 marzo 1899) è stato uno scrittore serbo.
Fu inventore, con il romanzo Il re della montagna (1897), del romanzo psicologico in Serbia, nel quale sono messe in luce la disgregazione e l'inquietudine sociali.